# 신한중학교 축구부
신한중학교 축구부는 경기도 평택시에 위치한 신한중학교의 축구부이다.

## 같이 보기
- 신한중학교